# Geiger Records
Geiger Records er et dansk pladeselskab, grundlagt i Århus 2006, og udsprunget af musiktidsskriftet Geiger.
Pladeselskabet har siden sin begyndelse haft fokus grænsefeltet mellem musik og lyrik, dokumenteret i udgivelsesserien Lyd+Litteratur. Her arbejder forfattere sammen med musikere, i ofte lydeligt eksperimentende udgivelser.

## Kunstnere og konstellationer udgivet på Geiger Records
- Jomi Massage & Anne Lise Marstrand-Jørgensen
- Peter Laugesen & Singvogel
- Er De Sjældne
- Basiru Suso & Viggo Madsen
- Lars Skinnebach & Jørgen Teller
- KonoKone
- Claus Beck-Nielsen
- Martin Hall/Nicolaj Stochholm/Søren E. Jensen
- Schweppenhäuser/Thomsen & Morten Søndergaard
- T.S. Høeg
- Peter Laugesen & Anders Mathiasen
- So Like Dorian